# 50-та паралель північної широти
50-та паралель північної широти — лінія широти, що лежить на 50 градусів північніше земної екваторіальної площини. Вона проходить через Європу, Азію, Тихий океан, Північну Америку та Атлантичний океан.

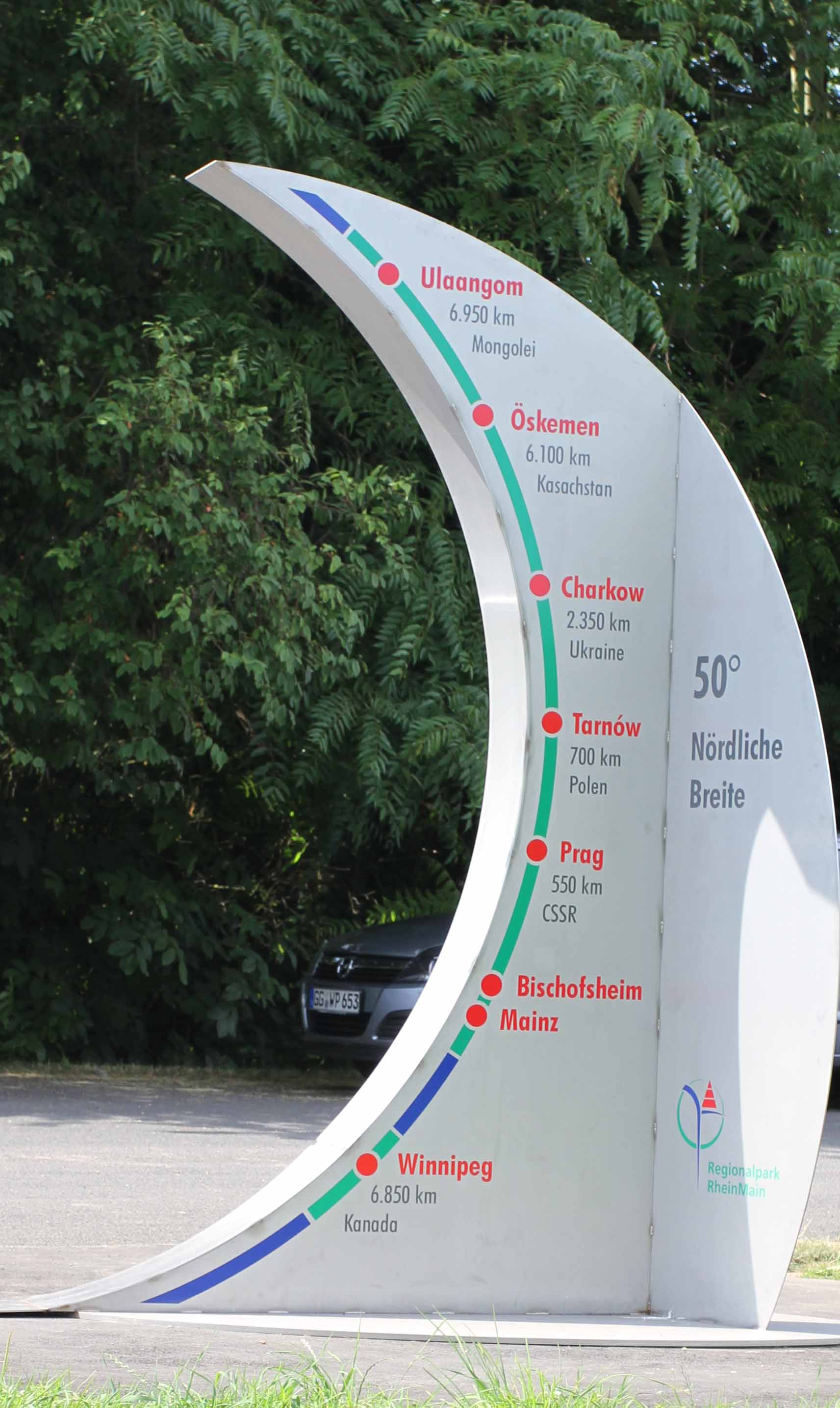
Скульптура у Рейнсько-Майнський регіональний парк, на якій вказаний Майнц та інші міста світу, що лежать на 50-тій паралелі пн.ш. (відстані не в масштабі)

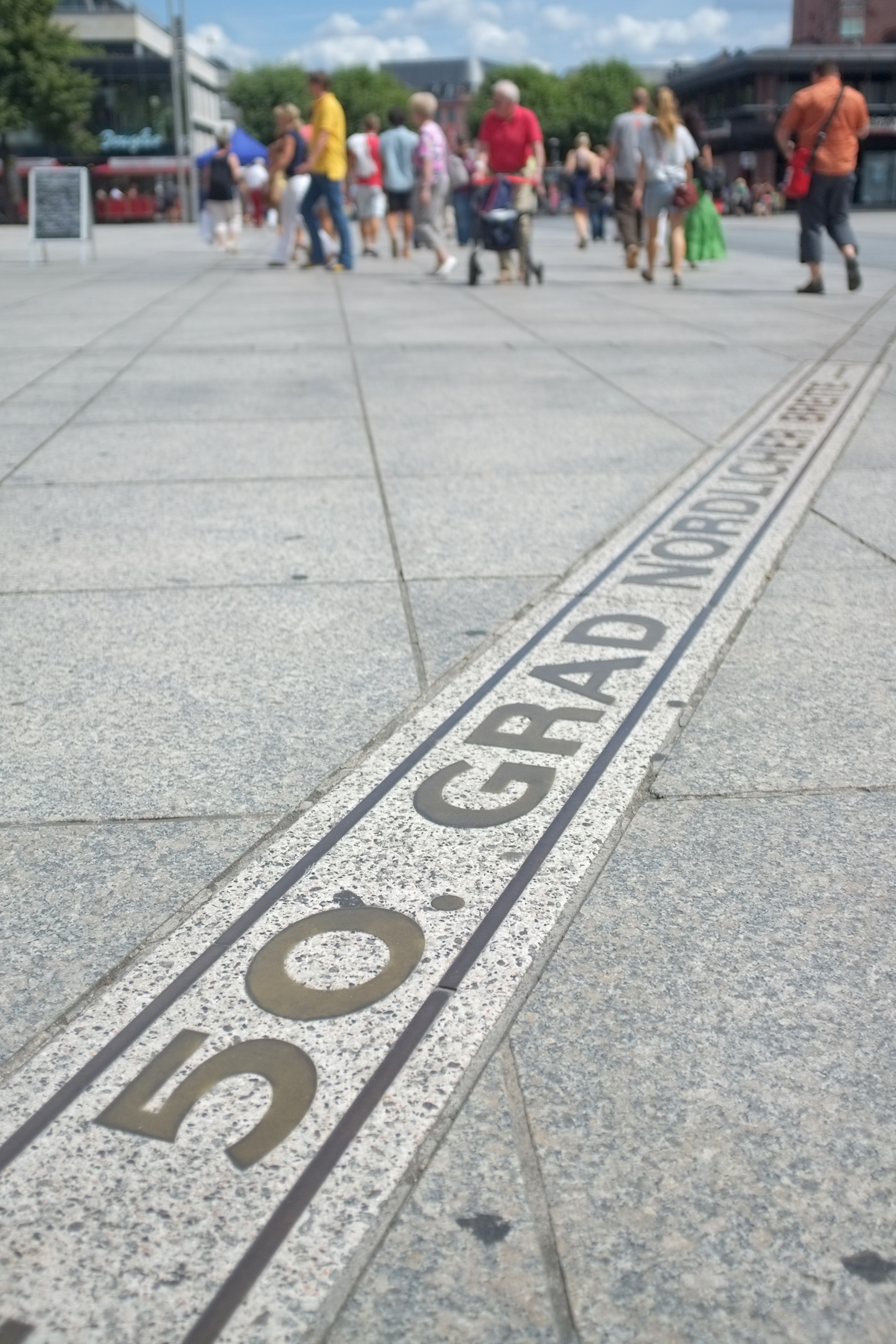
50-та паралель північної широти проходить через центр Майнца

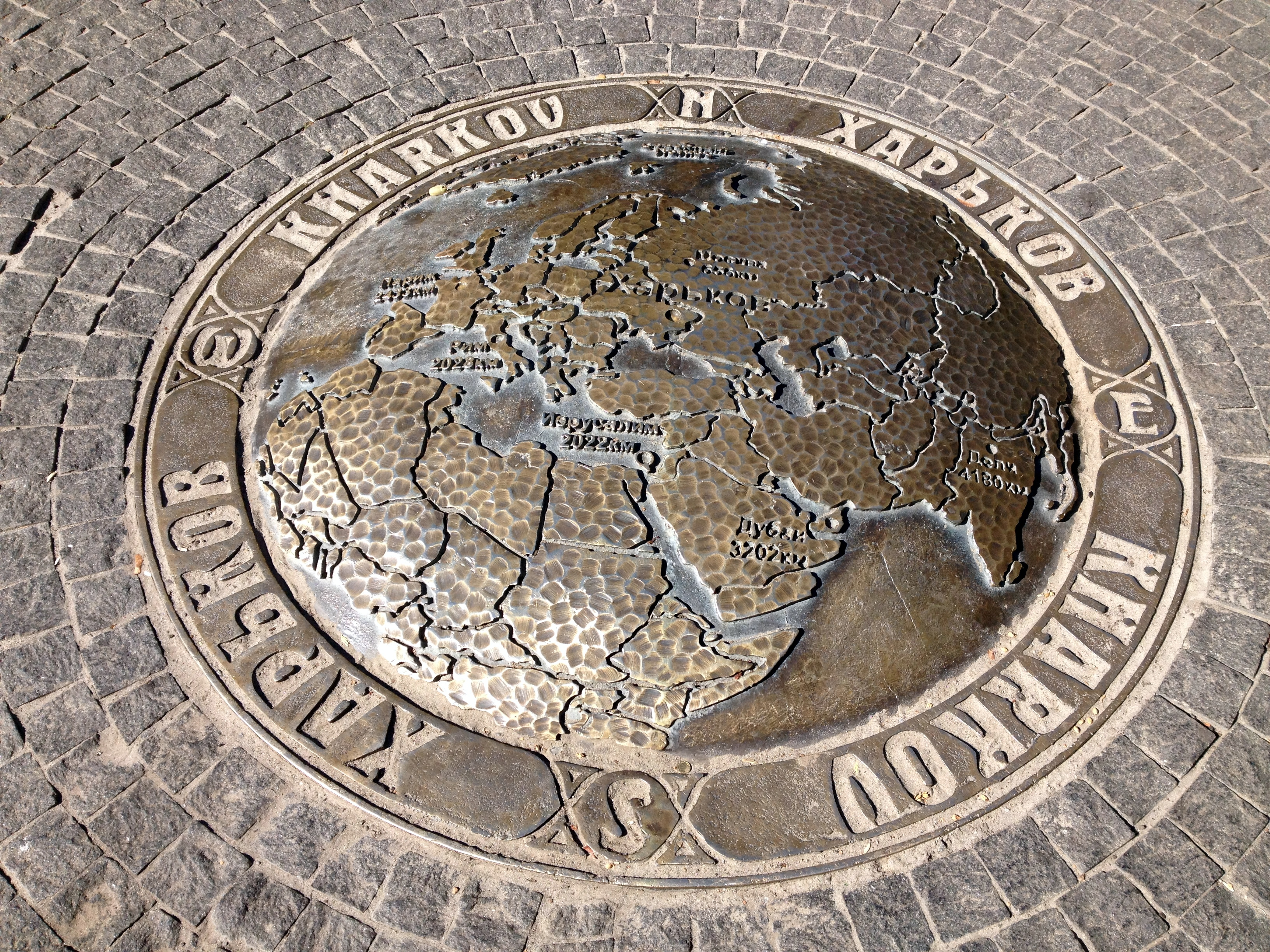
Пам'ятник 50-тій паралелі пн.ш. в Харкові, Україна

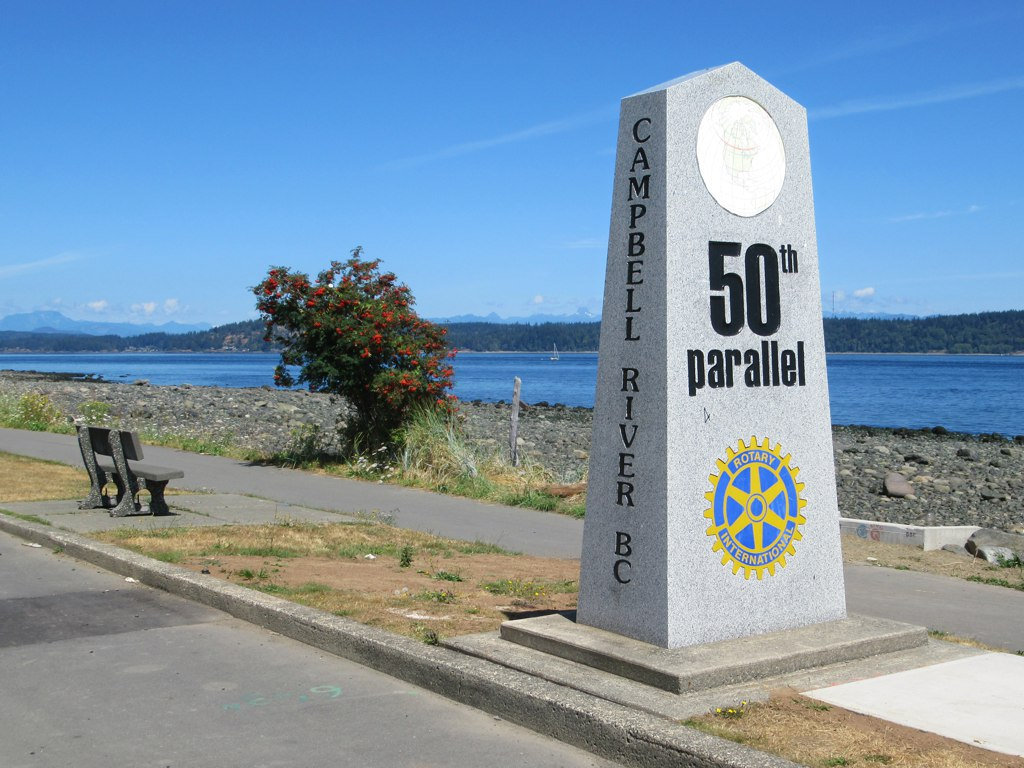
Пам'ятник 50-тій паралелі пн.ш. поблизу міста Кемпбелл-Рівер (Британська Колумбія, Канада)

На цій широті під час літнього сонцестояння сонце видно 16 годин 22 хвилини, а під час зимового сонцестояння — 8 годин 4 хвилини. 21 червня максимальна висота Сонця становить 63,44°, а 21 грудня — 16,56°. Під час літнього сонцестояння та протягом всього червня вночі спостерігаються астрономічні сутінки. В травні кожного дня можна спостерігати як астрономічний світанок, так і астрономічні сутінки.

## Список географічних об'єктів, що перетинає 50° пн. ш.
Починаючи з Гринвіцького меридіану та рухаючись на схід, 50-та паралель північної широти проходить через:
| Координати                                                   | Країна, територія або море | Примітки |
| ------------------------------------------------------------ | -------------------------- | --- |
| 50°0′ пн. ш. 0°0′ сх. д. / 50.000° пн. ш. 0.000° сх. д.      | Ла-Манш                    | |
| 50°0′ пн. ш. 1°15′ сх. д. / 50.000° пн. ш. 1.250° сх. д.     | Франція                    | Нормандія — приблизно на 20 км О-де-Франс — проходить північніше Ам'єна |
| 50°0′ пн. ш. 4°10′ сх. д. / 50.000° пн. ш. 4.167° сх. д.     | Бельгія                    | Валлонія |
| 50°0′ пн. ш. 4°40′ сх. д. / 50.000° пн. ш. 4.667° сх. д.     | Франція                    | Гранд-Ест — приблизно на 10 км |
| 50°0′ пн. ш. 4°49′ сх. д. / 50.000° пн. ш. 4.817° сх. д.     | Бельгія                    | Валлонія |
| 50°0′ пн. ш. 5°49′ сх. д. / 50.000° пн. ш. 5.817° сх. д.     | Люксембург                 | |
| 50°0′ пн. ш. 6°9′ сх. д. / 50.000° пн. ш. 6.150° сх. д.      | Німеччина                  | Рейнланд-Пфальц Гессен Рейнланд-Пфальц — проходить через Майнц (Гутенбергплац[de]) Гессен — проходить південніше Франкфурта-на-Майні Баварія — проходить північніше Байройта |
| 50°0′ пн. ш. 12°26′ сх. д. / 50.000° пн. ш. 12.433° сх. д.   | Чехія                      | Проходить через Прагу |
| 50°0′ пн. ш. 17°49′ сх. д. / 50.000° пн. ш. 17.817° сх. д.   | Польща                     | Приблизно на 11 км |
| 50°0′ пн. ш. 17°58′ сх. д. / 50.000° пн. ш. 17.967° сх. д.   | Чехія                      | Приблизно на 10 км |
| 50°0′ пн. ш. 18°7′ сх. д. / 50.000° пн. ш. 18.117° сх. д.    | Польща                     | Проходить через Краків, Тарнів і Ряшів |
| 50°0′ пн. ш. 23°10′ сх. д. / 50.000° пн. ш. 23.167° сх. д.   | Україна                    | Львівська область — проходить північніше Львова Тернопільська область — проходить через Почаїв Хмельницька область Житомирська область — проходить через Андрушівку Київська область Черкаська область Полтавська область — проходить через Лубни Харківська область — проходить через Харків                 |
| 50°0′ пн. ш. 37°57′ сх. д. / 50.000° пн. ш. 37.950° сх. д.   | Росія                      | Бєлгородська область — приблизно на 18 км |
| 50°0′ пн. ш. 38°12′ сх. д. / 50.000° пн. ш. 38.200° сх. д.   | Україна                    | Луганська область — приблизно на 12 км |
| 50°0′ пн. ш. 38°22′ сх. д. / 50.000° пн. ш. 38.367° сх. д.   | Росія                      | Бєлгородська область Воронезька область — проходить північніше Богучара Ростовська область Волгоградська область — проходить південніше Камишина |
| 50°0′ пн. ш. 47°15′ сх. д. / 50.000° пн. ш. 47.250° сх. д.   | Казахстан                  | Західноказахстанська область |
| 50°0′ пн. ш. 48°8′ сх. д. / 50.000° пн. ш. 48.133° сх. д.    | Росія                      | Саратовська область |
| 50°0′ пн. ш. 48°51′ сх. д. / 50.000° пн. ш. 48.850° сх. д.   | Казахстан                  | Західноказахстанська область Актюбінська область Костанайська область Карагандинська область — проходить північніше Караганди Східноказахстанська область — проходить північніше Усть-Каменогорська |
| 50°0′ пн. ш. 85°2′ сх. д. / 50.000° пн. ш. 85.033° сх. д.    | Росія                      | Республіка Алтай Тува |
| 50°0′ пн. ш. 89°58′ сх. д. / 50.000° пн. ш. 89.967° сх. д.   | Монголія                   | Проходить через південний край озера Убсу-Нур |
| 50°0′ пн. ш. 95°1′ сх. д. / 50.000° пн. ш. 95.017° сх. д.    | Росія                      | Тува |
| 50°0′ пн. ш. 95°45′ сх. д. / 50.000° пн. ш. 95.750° сх. д.   | Монголія                   | Приблизно на 11 км |
| 50°0′ пн. ш. 95°55′ сх. д. / 50.000° пн. ш. 95.917° сх. д.   | Росія                      | Тува — приблизно на 7 км |
| 50°0′ пн. ш. 96°2′ сх. д. / 50.000° пн. ш. 96.033° сх. д.    | Монголія                   | Приблизно на 11 км |
| 50°0′ пн. ш. 96°10′ сх. д. / 50.000° пн. ш. 96.167° сх. д.   | Росія                      | Тува |
| 50°0′ пн. ш. 97°55′ сх. д. / 50.000° пн. ш. 97.917° сх. д.   | Монголія                   | |
| 50°0′ пн. ш. 107°13′ сх. д. / 50.000° пн. ш. 107.217° сх. д. | Росія                      | Бурятія — приблизно на 5 км |
| 50°0′ пн. ш. 107°18′ сх. д. / 50.000° пн. ш. 107.300° сх. д. | Монголія                   | Приблизно на 3 км |
| 50°0′ пн. ш. 107°20′ сх. д. / 50.000° пн. ш. 107.333° сх. д. | Росія                      | Бурятія Забайкальський край |
| 50°0′ пн. ш. 113°34′ сх. д. / 50.000° пн. ш. 113.567° сх. д. | Монголія                   | |
| 50°0′ пн. ш. 115°12′ сх. д. / 50.000° пн. ш. 115.200° сх. д. | Росія                      | Забайкальський край |
| 50°0′ пн. ш. 116°1′ сх. д. / 50.000° пн. ш. 116.017° сх. д.  | Монголія                   | |
| 50°0′ пн. ш. 116°20′ сх. д. / 50.000° пн. ш. 116.333° сх. д. | Росія                      | Забайкальський край |
| 50°0′ пн. ш. 119°6′ сх. д. / 50.000° пн. ш. 119.100° сх. д.  | КНР                        | Внутрішня Монголія Хейлунцзян |
| 50°0′ пн. ш. 127°29′ сх. д. / 50.000° пн. ш. 127.483° сх. д. | Росія                      | Амурська область Хабаровський край |
| 50°0′ пн. ш. 140°30′ сх. д. / 50.000° пн. ш. 140.500° сх. д. | Татарська протока          | |
| 50°0′ пн. ш. 142°9′ сх. д. / 50.000° пн. ш. 142.150° сх. д.  | Росія                      | Проходить через острів Сахалін Сахалінська область |
| 50°0′ пн. ш. 143°59′ сх. д. / 50.000° пн. ш. 143.983° сх. д. | Охотське море              | |
| 50°0′ пн. ш. 155°23′ сх. д. / 50.000° пн. ш. 155.383° сх. д. | Росія                      | Проходить через острів Парамушир Сахалінська область |
| 50°0′ пн. ш. 155°24′ сх. д. / 50.000° пн. ш. 155.400° сх. д. | Тихий океан                | |
| 50°0′ пн. ш. 127°19′ зх. д. / 50.000° пн. ш. 127.317° зх. д. | Канада                     | Британська Колумбія — проходить через острів Ванкувер та північніше Келоуни Альберта — проходить через Медисин-Гет Саскачеван — проходить через Свіфт-Каррент, Мус-Джо та Реджайну Манітоба — проходить північніше Вінніпега Онтаріо — проходить через озеро Ніпігон Квебек — проходить через Порт-Картьє[en] |
| 50°0′ пн. ш. 66°54′ зх. д. / 50.000° пн. ш. 66.900° зх. д.   | Затока Святого Лаврентія   | Проходить північніше острова Антикості, Квебек, Канада |
| 50°0′ пн. ш. 57°45′ зх. д. / 50.000° пн. ш. 57.750° зх. д.   | Канада                     | Ньюфаундленд і Лабрадор — проходить через острів Ньюфаундленд |
| 50°0′ пн. ш. 56°46′ зх. д. / 50.000° пн. ш. 56.767° зх. д.   | Атлантичний океан          | Затока Вайт-Бей[en] |
| 50°0′ пн. ш. 56°21′ зх. д. / 50.000° пн. ш. 56.350° зх. д.   | Канада                     | Ньюфаундленд і Лабрадор — проходить через острів Ньюфаундленд |
| 50°0′ пн. ш. 55°52′ зх. д. / 50.000° пн. ш. 55.867° зх. д.   | Атлантичний океан          | Затока Конф'южн-Бей[en] |
| 50°0′ пн. ш. 55°33′ зх. д. / 50.000° пн. ш. 55.550° зх. д.   | Канада                     | Ньюфаундленд і Лабрадор — проходить через острів Ньюфаундленд |
| 50°0′ пн. ш. 55°31′ зх. д. / 50.000° пн. ш. 55.517° зх. д.   | Атлантичний океан          | Проходить північніше острова Сіллі, Англія, Велика Британія |
| 50°0′ пн. ш. 5°16′ зх. д. / 50.000° пн. ш. 5.267° зх. д.     | Велика Британія            | Проходить через півострів Лізард[en], Корнуолл, Англія — приблизно на 7 км |
| 50°0′ пн. ш. 5°10′ зх. д. / 50.000° пн. ш. 5.167° зх. д.     | Протока Ла-Манш            | |

## Сахалін

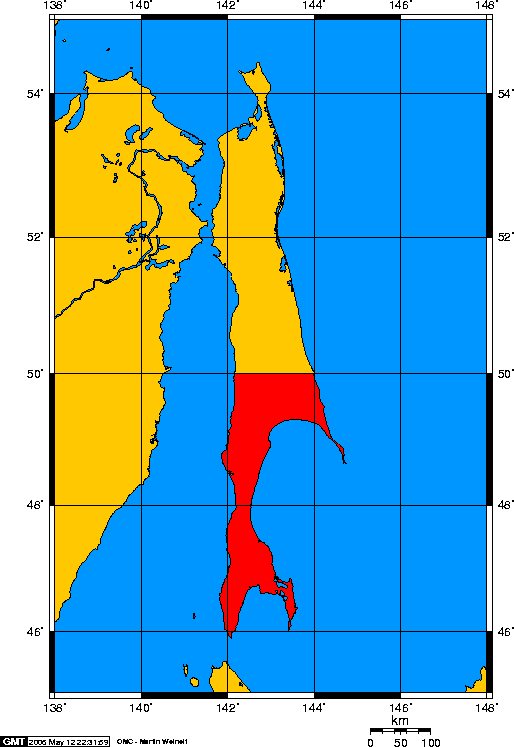
З 1905 по 1945 рік острів Сахалін був розділений по 50-тій паралелі між СРСР та Японською імперією

З моменту підписання Санкт-Петербурзького договору 1875 року до початку російсько-японської війни у 1904 році, Російська імперія повністю контролювала острів Сахалін. За Портсмутським договором 1905 року, який поклав кінець російсько-японській війні, частина острова на південь від 50-тої паралелі пн.ш. відійшла до Японії і була включена до складу частиною префектури Карафуто. Однак після місячної радянсько-японської війни влітку 1945 року весь острів був окупований радянськими військами. Південна частина Сахаліну досі перебуває під окупацією Росії.